# Чирок (приток Выи)
Чирок — река в России, протекает по городском округе Красноуральск Свердловской области. Устье реки находится в 13 км по правому берегу реки Выи. Длина реки Чирок составляет 12 км. На реке расположен одноимённый посёлок.

## Данные водного реестра
По данным государственного водного реестра России, Чирок относится к Иртышскому бассейновому округу, бассейну Иртыша, подбассейну Тобола, водохозяйственный участок реки — Тура от истока до впадения реки Тагил.
Код объекта в государственном водном реестре — 14010501212111200004831.